# Squeeze (Band)
Squeeze ist eine englische Rockband, die in den späten 1970er Jahren zur New Wave gerechnet wurde. Die Gruppe wurde 1974 in London gegründet und ist am bekanntesten durch ihre 1979er Hits Cool for Cats und Up the Junction.

## Geschichte
Die Gründungsmitglieder der Band waren 1974 Chris Difford, Glenn Tilbrook, Jools Holland und Paul Gunn. Der Bandname stammte von einem 1973 erschienenen Album der Gruppe The Velvet Underground.
1976 erhielten sie ihren ersten Plattenvertrag. Zwischenzeitlich hatte Gilson Lavis Paul Gunn am Schlagzeug ersetzt und war Harry Kakoulli als Bassist eingestiegen.
Ihr Debütalbum wurde von John Cale produziert und erschien 1978 bei A&M Records. In Australien, den Vereinigten Staaten und Kanada erschien das Album unter dem Bandnamen U.K. Squeeze, um juristischen Konflikten mit einer amerikanischen Band namens Tight Squeeze vorzubeugen. Der Zusatz U.K. entfiel dann aber bei allen nachfolgenden Aufnahmen.
1979 wurde Kakoulli von John Bentley am Bass ersetzt. Jools Holland verließ die Gruppe im August 1980. Er wurde später ein bekannter Fernsehmoderator und hatte zwischen 1982 und 1987 eine eigene Band namens Millionaires. Für Holland kam Paul Carrack, der früher bei Ace Keyboard gespielt hatte und Autor und Sänger von deren größtem Hit How Long war. Zudem war er auch an mehreren Aufnahmen von Roxy Music beteiligt.
1981 erschien das Album East Side Story, produziert von Elvis Costello und Roger Bechirian. Carrack sang auf der ausgekoppelten Hitsingle Tempted die Leadvocals. Anschließend verließ er jedoch die Band und wurde später als Solist sowie mit Mike & the Mechanics sehr erfolgreich. Ersetzt wurde er von Don Snow.
Ende 1982 kam es zu Spannungen in der Band, und man beschloss, sich zu trennen. Difford und Tilbrook veröffentlichten 1984 ein gemeinsames Album als Difford & Tilbrook (mit Keith Wilkinson von Nasty Pop am Bass). 1985 kamen Difford, Tilbrook, Holland, Lavis und Bentley als Squeeze für eine Benefizveranstaltung wieder zusammen. Dieses Konzert wurde ein so großer Erfolg, dass man einmütig beschloss, wieder Platten zu veröffentlichen und auf Tournee zu gehen. Vor allem in den USA hatten Squeeze noch immer eine große Anhängerschaft. So verkauften sie im Herbst 1989 mühelos den New Yorker Madison Square Garden aus. Wilkinson kam als neuer Bassist, als zweiter Keyboarder spielte zunächst Jools’ Bruder Chris Holland, der aber schnell von Andy Metcalfe ersetzt wurde. 1990 verließ Holland die Gruppe, für ihn kam Matt Irving.
Anfang 1992 kam Cool For Cats noch einmal in die UK-Charts.
In der Folgezeit erfolgten noch etliche personelle Wechsel, bis die Band am 27. November 1999 in Aberdeen, Schottland, ihr Abschiedskonzert gab. Difford und Tilbrook spielen seither mehr oder weniger erfolgreich als Solisten, wobei sie sich immer wieder gegenseitig bei Aufnahmen und Konzerten unterstützen.
2006 veröffentlichte Chris Difford ein Livealbum und eine DVD mit dem Titel South East Side Story.
2015 veröffentlichte die Gruppe ihr Album Cradle to the Grave und 2017 The Knowledge.

## Mitglieder

### Gründungsmitglieder
- Chris Difford (* 4. November 1954; Gitarre, Gesang, Lyrics)
- Glenn Tilbrook (* 31. August 1957; Gitarre, Gesang)
- Paul Gunn (Schlagzeug)
- Julian „Jools“ Holland (* 24. Januar 1958; Keyboard)

### Weitere Mitglieder
- Gilson Lavis (* 27. Juni 1951, Schlagzeug)
- Harry Kakoulli (E-Bass)
- John Bentley (* 16. April 1951; E-Bass)
- Paul Carrack (* 22. April 1951; Keyboard, Gesang)
- Don Snow (* 13. Januar 1957; Keyboard)
- Chris Holland (Keyboard)
- Keith Wilkinson (* 24. September 1954; Bass)
- Andy Metcalfe (Keyboard)
- Matt Irving (Keyboard)
- Pete Thomas (Schlagzeug)
- Kevin Wilkinson (Schlagzeug)
- Ashley Soan (Schlagzeug)
- Hilaire Penda (E-Bass)
- Chris Braide (Keyboard, Gesang)

## Diskografie

### Studioalben
- Squeeze (AUS/CDN/USA: U.K. Squeeze) (1978)
- Cool for Cats (1979)
- Argybargy (1980)
- East Side Story (1981)
- Sweets from a Stranger (1982)
- Cosi Fan Tutti Frutti (1985)
- Babylon and On (1987)
- Frank (1989)
- Play (1991)
- Some Fantastic Place (1993)
- Ridiculous (1995)
- Domino (1998)
- Cradle to the Grave (2015)
- The Knowledge (2017)

### Kompilationen / Livealben
- 6 Squeeze Songs Crammed Into One Ten-Inch Record (Kompilation, 1979 – nur USA)
- Singles – 45’s and Under (Kompilation, 1982)
- Classics, Vol. 25 (Kompilation, 1987)
- A Round and a Bout (Live, 1990)
- Greatest Hits (Kompilation, 1992)
- Piccadilly Collection (Kompilation, 1996)
- Excess Moderation (Kompilation, 1996)
- Six Of One… (Box-Set, 1997)
- Master Series (Kompilation, 1998)
- Live at the Royal Albert Hall (Live, 1999)
- Up The Junction (Kompilation, 2000)
- Big Squeeze: The Very Best Of Squeeze (Kompilation, 2002)
- The Squeeze Story (Kompilation, 2006)

### Chartplatzierungen
| Jahr | Titel                                  | Höchstplatzierung, Gesamtwochen, AuszeichnungChartplatzierungen (Jahr, Titel, Platzierungen, Wochen, Auszeichnungen, Anmerkungen) | Höchstplatzierung, Gesamtwochen, AuszeichnungChartplatzierungen (Jahr, Titel, Platzierungen, Wochen, Auszeichnungen, Anmerkungen) | Anmerkungen |
| Jahr | Titel                                  | UK | US | Anmerkungen |
| ---- | -------------------------------------- | --- | --- | ----------- |
| 1979 | Cool for Cats                          | UK45 Silber · (11 Wo.)UK | — |             |
| 1980 | Argy Bargy                             | UK32 (15 Wo.)UK | US71 (24 Wo.)US |             |
| 1981 | East Side Story                        | UK19 Silber · (26 Wo.)UK | US44 (25 Wo.)US |             |
| 1982 | Sweets from a Stranger                 | UK20 (7 Wo.)UK | US32 (30 Wo.)US |             |
| 1982 | Singles – 45’s and Under               | UK3 Platin · (30 Wo.)UK | US47 Platin · (21 Wo.)US |             |
| 1985 | Cosi Fan Tutti Frutti                  | UK31 (7 Wo.)UK | US57 (20 Wo.)US |             |
| 1987 | Babylon and On                         | UK14 Silber · (8 Wo.)UK | US36 (29 Wo.)US |             |
| 1989 | Frank                                  | UK58 (1 Wo.)UK | US113 (10 Wo.)US |             |
| 1990 | A Round and a Bout                     | UK50 (1 Wo.)UK | US163 (5 Wo.)US |             |
| 1991 | Play                                   | UK41 (1 Wo.)UK | — |             |
| 1992 | Greatest Hits                          | UK6 Platin · (22 Wo.)UK | — |             |
| 1993 | Some Fantastic Place                   | UK26 (4 Wo.)UK | US182 (1 Wo.)US |             |
| 1995 | Ridiculous                             | UK50 (2 Wo.)UK | — |             |
| 2002 | Big Squeeze – The Very Best of Squeeze | UK8 Gold · (7 Wo.)UK | — |             |
| 2007 | Essential                              | UK25 Silber · (5 Wo.)UK | — |             |
| 2015 | Cradle to the Grave                    | UK12 (4 Wo.)UK | — |             |
| 2017 | The Knowledge                          | UK25 (1 Wo.)UK | — |             |

### Singles (Auswahl)
- Take me I’m Yours / Night nurse (1977)
- Packet of Three (1977)
- Bang Bang / All feed up (1978)
- Goodbye Girl / Saints alive (1978)
- Cool for Cats / Model (1979)
- Up the Junction (1979)
- Slighty drunk (1979)
- Slap and Tickle / All's well (1979)
- Christmas Day / Going crazy (1979)
- Another Nail in My Heart / Pretty thing (1980)
- If I didn’t love you (1980)
- Pulling Mussels (From the Shell) / What the butler saw (1980)
- Is that Love / Trust (1981)
- Tempted / Yap. yap. yap. (1981)
- Labelled With Love / Squeeze on forty fab (1981)
- Messed around (1981)
- Black Coffee in Bed / The hunt (1982)
- When the Hangover strikes / Elephant girl (1982)
- Annie get your Gun / Spanish guitar (1982)
- Last Time Forever (1985)
- Hits of the Year (1985)
- No Place like Home (1985)
- Heartbreaking World (1985)
- King George Street (1986)
- Hourglass (1987)
- Trust Me To Open My Mouth (1987)
- The Waiting Game (1987)
- 853-5937 (1988)
- Footprints (1988)
- If It’s Love (1989)
- Love circles (1990)
- Sunday Street (1991)
- Satisfied (1991)

### Chartplatzierungen
| Jahr | Titel Album                                 | Höchstplatzierung, Gesamtwochen, AuszeichnungChartplatzierungen (Jahr, Titel, Album, Platzierungen, Wochen, Auszeichnungen, Anmerkungen) | Höchstplatzierung, Gesamtwochen, AuszeichnungChartplatzierungen (Jahr, Titel, Album, Platzierungen, Wochen, Auszeichnungen, Anmerkungen) | Anmerkungen |
| Jahr | Titel Album                                 | UK | US | Anmerkungen |
| ---- | ------------------------------------------- | --- | --- | ----------- |
| 1978 | Take Me I’m Yours Squeeze                   | UK19 (8 Wo.)UK | — |             |
| 1978 | Bang Bang Squeeze                           | UK49 (5 Wo.)UK | — |             |
| 1978 | Goodbye Girl Cool for Cats                  | UK63 (2 Wo.)UK | — |             |
| 1979 | Cool for Cats                               | UK2 Gold · (11 Wo.)UK | — |             |
| 1979 | Up the Junction Cool for Cats               | UK2 Gold · (11 Wo.)UK | — |             |
| 1979 | Slap & Tickle Cool for Cats                 | UK24 (8 Wo.)UK | — |             |
| 1980 | Another Nail in My Heart Argybargy          | UK17 (9 Wo.)UK | — |             |
| 1980 | Pulling Mussels (From the Shell) Argybargy  | UK44 (6 Wo.)UK | — |             |
| 1981 | Is That Love East Side Story                | UK35 (8 Wo.)UK | — |             |
| 1981 | Tempted East Side Story                     | UK41 (5 Wo.)UK | US49 (11 Wo.)US |             |
| 1981 | Labelled with Love East Side Story          | UK4 Silber · (10 Wo.)UK | — |             |
| 1982 | Black Coffee in Bed Sweets from a Stranger  | UK51 (4 Wo.)UK | — |             |
| 1982 | Annie Get Your Gun Singles – 45's and Under | UK43 (4 Wo.)UK | — |             |
| 1985 | Last Time Forever Cosi Fan Tutti Frutti     | UK45 (6 Wo.)UK | — |             |
| 1985 | No Place Like Home Cosi Fan Tutti Frutti    | UK83 (2 Wo.)UK | — |             |
| 1987 | Hourglass Babylon and On                    | UK16 (11 Wo.)UK | US15 (19 Wo.)US |             |
| 1987 | Trust Me to Open My Mouth Babylon and On    | UK72 (3 Wo.)UK | — |             |
| 1987 | 853-5937 Babylon and On                     | UK91 (2 Wo.)UK | US32 (12 Wo.)US |             |
| 1992 | Cool for Cats (1992) –                      | UK62 (2 Wo.)UK | — |             |
| 1993 | Third Rail Some Fantastic Place             | UK39 (3 Wo.)UK | — |             |
| 1993 | Some Fantastic Place                        | UK73 (1 Wo.)UK | — |             |
| 1994 | It’s Over Some Fantastic Place              | UK89 (1 Wo.)UK | — |             |
| 1995 | This Summer Ridiculous                      | UK36 (3 Wo.)UK | — |             |
| 1995 | Electric Trains Ridiculous                  | UK44 (2 Wo.)UK | — |             |
| 1996 | Heaven Knows Ridiculous                     | UK27 (2 Wo.)UK | — |             |
| 1996 | This Summer (Remix) Ridiculous              | UK32 (2 Wo.)UK | — |             |

### Difford & Tilbrook
Alben
- Difford & Tilbrook (1984, UK-Charts # 47, US-Charts # 55)

Singles
- Love’s Crashing Waves (1984, UK-Charts # 57)
- Within These Walls (1984)
- Hope Fell Down (1984)